# Lunda (Sztokholm)
Lunda – dzielnica (stadsdel) Sztokholmu, położona w jego zachodniej części (Västerort) i wchodząca w skład stadsdelsområde Spånga-Tensta. Graniczy z dzielnicami Tensta, Solhem i Kälvesta oraz gminą Järfälla.
Lunda jest obszarem przemysłowym (Lunda industriområde), zbudowanym w latach 70. i 80. XX w. Wśród zabudowy dominują niskie obiekty przemysłowe (głównie różnego rodzaju magazyny) oraz budynki biurowe.
Powierzchnia dzielnicy wynosi 1,36 km².